# Lupinus neomexicanus
Lupinus neomexicanus är en ärtväxtart som beskrevs av Edward Lee Greene. Lupinus neomexicanus ingår i släktet lupiner, och familjen ärtväxter. Inga underarter finns listade i Catalogue of Life.